# Stefanie Karg
Stefanie Karg est une ancienne joueuse allemande de volley-ball née le 22 octobre 1986 à Hoyerswerda. Elle mesure 1,89 m et jouait au poste de centrale. Elle a totalisé 21 sélections en équipe d'Allemagne.

## Biographie
Elle est mariée au entraineur allemand, Alexander Waibl.

## Clubs
| Club               | De        | À         |
| ------------------ | --------- | --------- |
| VfBW Hoyerswerda   |           |           |
| VC Olympia Dresden |           | 2002-2003 |
| Dresdner SC        | 2003-2004 | 2013-2014 |
| VK Prostějov       | 2014-2015 | 2014-2015 |

## Palmarès
- Championnat d'Allemagne
  - Vainqueur : 2007, 2014.
  - Finaliste : 2008, 2011, 2012, 2013.
- Coupe d'Allemagne
  - Vainqueur : 2010.
  - Finaliste : 2007, 2009.
- Challenge Cup féminine
  - Vainqueur: 2010
- Coupe de République tchèque
  - Vainqueur: 2015.
- Championnat de République tchèque
  - Vainqueur : 2015.